# Idioma armenio
El idioma armenio (en armenio, Հայերեն լեզու, AFI: [hɑjɛɹɛn lɛzu], hayeren lezu, «lengua armenia»; abreviado como hayeren, «armenio») es una lengua indoeuropea hablada por los armenios. Es lengua oficial en Armenia, además de contar con una importante presencia en países circundantes como Rusia, Siria, Líbano, Turquía, Irán o Georgia. El armenio también se hablaba de forma nativa en la región de Alto Karabaj en Azerbaiyán hasta el colapso de la república separatista de Artsaj y la huida de prácticamente todos los armenios en 2023.
El alfabeto armenio fue creado por Mesrob Mashtots en el año 406 d. C. La dirección de la escritura armenia es en horizontal, de izquierda a derecha.

## Aspectos históricos, sociales y culturales

### Historia

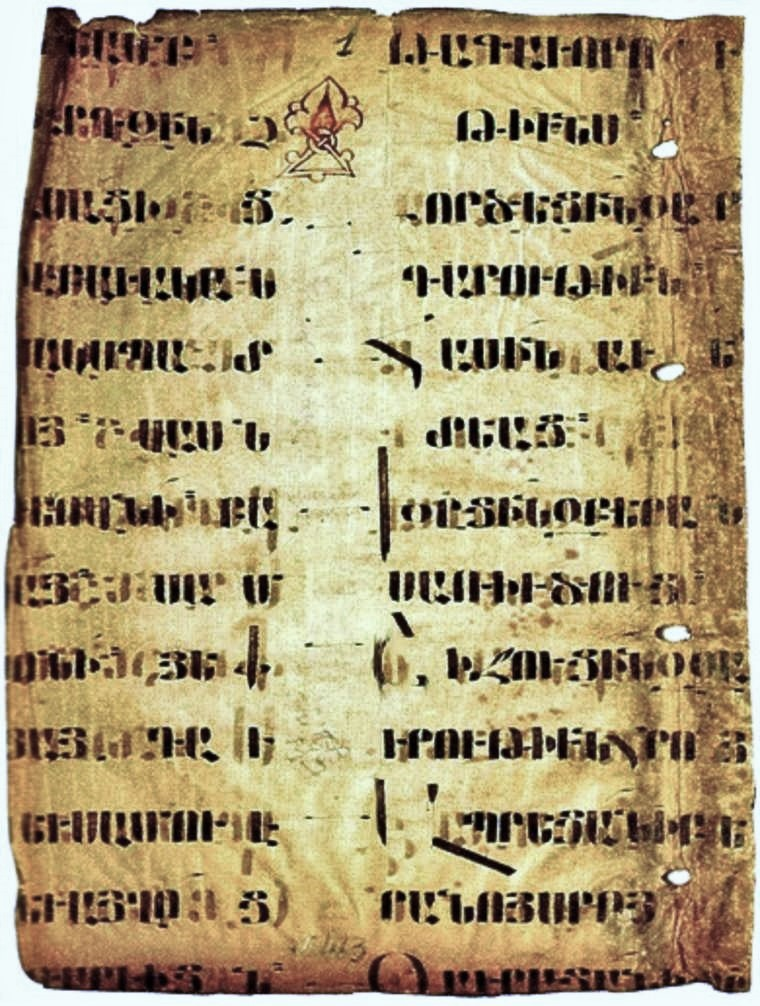
Manuscrito armenio del o d. C.

Los primeros escritos de los armenios en la historia se encuentran en una inscripción del siglo VI a. C. en Behistún correspondiente a Darío I. También son mencionados con menor detalle en la Historia de Hecateo de Mileto. No se conocen muchos detalles de la Armenia del período clásico, salvo por las alianzas políticas con romanos y partos. El historiador armenio Movses Khorenatsi proporciona algunas historias, leyendas y relatos mitológicos de la era de los héroes armenios. La historia política estuvo muy condicionada por las guerras entre imperios occidentales y orientales. Primero por la guerras entre griegos y persas y posteriormente entre romanos y partos y persas sasánidas.

Grupos etnolingüísticos de la región del Cáucaso. El armenio en verde

A partir del siglo V d. C. las élites armenias trataron de formar una Iglesia litúrgicamente independiente de las Iglesias griega y siríaca. Eso pasaba por crear una lengua litúrgica propia, razón por la cual se desarrolló un alfabeto propio creado por Mesrop Mashtots. A partir de las traducciones de textos cristianos surgió una historiografía propia. El armenio clásico usado como lengua literaria parece haber sido una especie de koiné compromiso entre una diversidad de dialectos ya diferenciados. Yeznik Koghbatsi menciona que junto con el dialecto usado por él otro dialecto meridional diferente. También se conservan testimonios de otros dialectos antiguos diferentes del grábar, entre los siglos VII y VIII.

### Dialectos

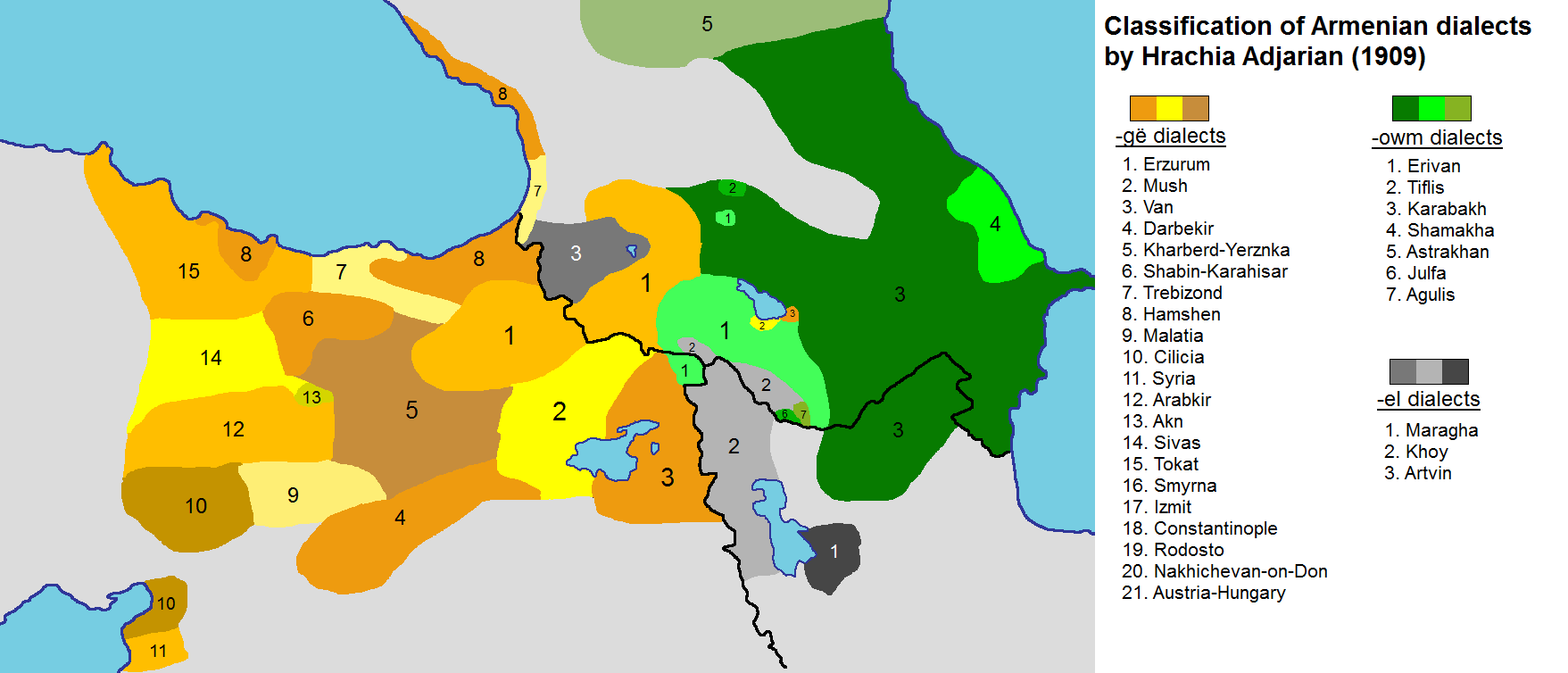
Variedades históricas de armenio a principios del :
dialectos -owm (Armenio oriental)
dialectos -el
dilectos -gë (Armenio occidental)

El armenio moderno está formado por un número de variantes dialectales derivadas del armenio clásico o grábar que está documentado desde el siglo V d. C. hasta pasado el siglo XIII d. C. y hasta siglo XIX d. C. como una lengua "escrita". Paralelamente el armenio medio se extiende entre los siglos XIII y XVIII d. C. período en el que se diversifica dividiéndose varios bloques dialectales, agrupados más modernamente en un bloque occidental y otro bloque oriental. El armenio moderno, de hecho, es una lengua policéntrica que tiene dos variedades estandarizadas: el armenio oriental y el armenio occidental. La característica más distintiva del armenio occidental es que ha sufrido numerosas fusiones fonémicas, tal vez por la proximidad con comunidades arabófonas y turcófonas.
El moderno armenio estándar de Armenia es una variante de armenio oriental. La primera clasificación de los dialectos del moderno armenio se debe a Hrachia Adjarian (1909) que propuso tres grupos basándose en criterios morfológicos, Ararat Gharibian (1941) distinguió cuatro grupos basándose en criterios fonológicos. La clasificación más extensa y más precisa se debe a Gevork B. Djahukian (1972) que bajo una amplia serie de criterios clasificó al armenio moderno en dos bloques dialectales: el occidental (donde se distinguen 7 dialectos) y el oriental (donde se distinguen 4 dialectos).
Las diferencias pueden ser ilustradas con los ejemplos siguientes; por ejemplo, los hablantes de armenio oriental usan (թ) como una "t" aspirada (como la t- inicial de un sílaba tónica en inglés), (դ) como la "d" inicial del inglés, y (տ) como una oclusiva tenue, con un sonido intermedio entre las dos anteriores. En armenio occidental este sistema de oclusivas se ha simplificado hasta dar una simple diferencia entre dos tipos de oclusivas aspiradas sordas frente a sonoras simples. La serie aspirada se corresponde con la serie tenue del armenio oriental y la aspirada del dialecto oriental, mientras que la serie sonora del armenio occidental coincide con la del armenio oriental son sonoras y aspiradas. Así en los dialectos occidentales tanto (թ) como (դ) suenan como aspiradas, mientras que (տ) se pronuncia como una sonora. No existe una frontera precisa entre un dialecto y otro debido a que casi siempre se encuentra una zona de transición entre las variedades orientales y occidentales.
Muchos de los dialectos de armenio occidental han desaparecido en gran parte por causa del genocidio armenio. Además, dentro de ambos bloques dialectales no existe homogeneidad, siendo distinguibles en ambos bloques subdialectos. Aunque tanto el armenio occidental como el armenio oriental se describen frecuentemente como la misma lengua, existe subdialectos de ambos bloques que son directamente inteligibles entre ellos. Sin embargo, un hablante competente de una de las dos grandes bloques dialectales comprende directamente el otro dialecto sin grandes dificultades.
| GLOSA                      | Armenio oriental                         | Armenio occidental                            |
| -------------------------- | ---------------------------------------- | --------------------------------------------- |
| Sí                         | Ayo (այո)                                | Ayo (այո)                                     |
| No                         | Voč' (ոչ)                                | Voč' (ոչ)                                     |
| Perdón                     | Neroġout'ioun (ներողություն)             | Neroġout'ioun (ներողութիւն)                   |
| Hola                       | Barev (բարև)                             | Parev (բարև)                                  |
| ¿Cómo estás? (formal)      | Vonts' ek (ո՞նց եք)                      | Inč'bes ek (ինչպէ՞ս էք)                       |
| ¿Cómo estás? (informal)    | Inč' ka č'ka (ի՞նչ կա չկա)               | Inč' ga č'ga (ի՞նչ կայ չկայ)                  |
| Por favor                  | Khntrem (խնդրեմ)                         | Khntrem (խնդրեմ), Hadjiss (հաճիս)             |
| Gracias                    | Šnorhakal em (շնորհակալ եմ)              | Šnorhagal em (շնորհակալ եմ)                   |
| Muchas gracias             | Šat šnorhakal em (շատ շնորհակալ եմ)      | Šad šnorhagal em (շատ շնորհակալ եմ)           |
| Bienvenido                 | Bari galoust (բարի գալուստ)              | singular: Pari yegar (բարի եկար)              |
|                            |                                          | plural o formal: Pari yegak' (բարի եկաք)      |
| De nada                    | Khntrem (խնդրեմ)                         | Khntrem (խնդրեմ)                              |
| Adiós                      | C'tesout'ioun (ցտեսություն)              | C'desout'ioun (ցտեսութիւն)                    |
| Buenos días                | Bari louys (բարի լույս)                  | Pari louys (բարի լոյս)                        |
| Buenas tardes              | Bari òr (բարի օր)                        | Pari ges òr (բարի կէս օր)                     |
| Buenas noches (víspera)    | Bari yereko (բարի երեկո)                 | Pari irigoun (բարի իրիկուն)                   |
| Buenas noches (medianoche) | Bari gišer (բարի գիշեր)                  | Kišer pari (գիշեր բարի)                       |
| Te amo                     | Yes k'ez siroum em (ես քեզ սիրում եմ)    | Yes ëzk'ez gë sirem (ես զքեզ կը սիրեմ)        |
| Soy armenio                | Yes hay em (ես հայ եմ)                   | Yes hay em (ես հայ եմ)                        |
| Te echo de menos           | Yes k'ez karotum em (ես քեզ կարոտում եմ) | Yes k'ezi garodtzadz em (ես քեզի կարօտցած եմ) |

Otros dialectos distintivos incluyen el homshetsi o habla de los hemshin y el lomavren de los bosha o lom.

### Uso y distribución

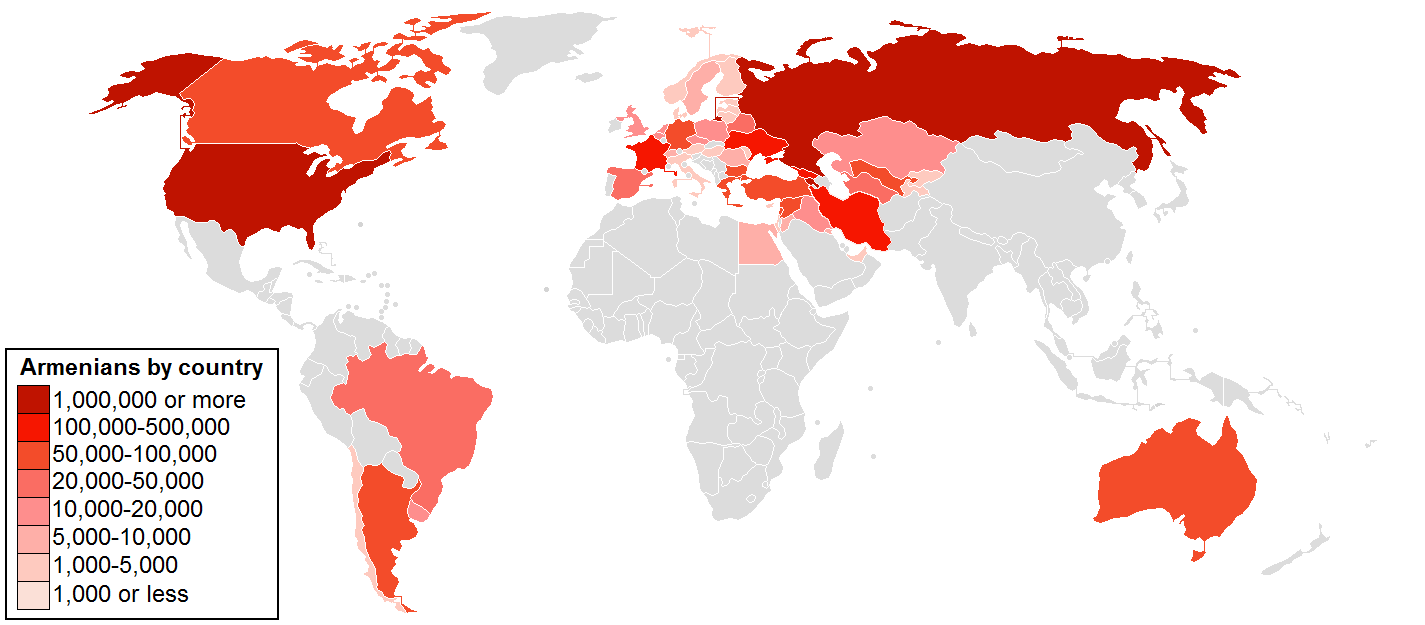
Mapa de la diáspora armenia. Los países en rojo son los que cuentan con más población armenia.

El armenio clásico es una lengua muerta usada como lengua litúrgica de la Iglesia armenia. Mientras que el armenio oriental y el armenio occidental siguen usándose ampliamente. El armenio de la República de Armenia, Rusia e Irán es de tipo oriental; mientras que el armenio de Turquía y de la diáspora armenia de Occidente es armenio occidental. La diferencia principal está en las consonantes oclusivas, que el armenio occidental ha transformado (p. ej.: p > b, b > p); así, mientras el oriental dice «barev», el occidental dice «parev».
La clasificación de Adjarian de 1909, basada en criterios morfológicos, distinguía tres grupos: el que emplea -owm (la mayor parte del oriental), el que emplea gë (el occidental y parte del oriental: Kars, Gyumri y el noroeste del Cáucaso) y el que emplea -el (Artvin-Ardahan-Oltu e Igdir-Maku-Khoy-Maragheh).

## Descripción lingüística

### Clasificación
El armenio es una lengua indoeuropea de difícil clasificación. Desde el punto de vista léxico, tiene importante cantidad de vocablos prestados de origen iranio, especialmente de origen parto. Por esa razón el armenio fue considerado inicialmente de manera errónea como una lengua irania, hasta el trabajo de Heinrich Hübschmann (1897) que probó que el armenio constituía una rama independiente dentro de las lenguas indoeuropeas. Ciertas evidencias sugieren que tiene una peculiar relación filogenética con el griego y otras lenguas paleobalcánicas, aunque el parentesco no es ni mucho menos cercano.
La hipótesis greco-armenia interpreta que las similitudes con el griego no son el resultado de contacto lingüístico en el pasado, sino que efectivamente el griego es el grupo indoeuropeo más cercano al armenio. Esta hipótesis fue apuntada por Holger Pedersen (1924), que apreció cognados léxicos greco-armenios en mayor proporción que con otras lenguas indoeuropeas. Meillet (1925, 1927) investigó la cuestión desde el punto de vista morfológico y fonológico, y llegó a proponer que existió un proto-greco-armenio. La hipótesis de Meillet se hizo popular con su Esquisse (1936). Solta (1960) no llega a proponer un estadio proto-greco-armenio, pero concluye que considerando la evidencia léxica y morfológica, el griego es efectivamente la lengua indoeuropea más cercanamente emparentada con el armenio. Eric P. Hamp (1976:91) apoya la tesis greco-armenia, considerando probable la existencia del proto-greco-armenio. El armenio comparte el aumento de imperfecto en los verbos, la existencia de una negación derivada de la expresión indoeuropea *ne hoiu kwid («de ninguna manera»), el resultado de vocales protéticas iniciales como resultado de la evolución de las laringales indoeuropeas y otras características morfológicas y fonológicas presentes solo en griego y armenio. La cercanía de estas dos lenguas arroja luz sobre el carácter parafilético (no-filogenético) de la isoglosa centum-satem. Sin embargo, diversos lingüistas entre los cuales está Fortson (2004) señalan que «hacia la época de los primeros registros en armenio en el siglo V d. C., la evidencia del parentesco primitivo se había reducido a unas pocas piezas difíciles de encajar».

### Fonología
El inventario consonántico viene dado por:
|                   |                   | Bilabial | Labiodental | Alveolar | Postalveolar | Palatal | Velar  | Uvular | Glotal |
| ----------------- | ----------------- | -------- | ----------- | -------- | ------------ | ------- | ------ | ------ | ------ |
| Nasal             | Nasal             | մ [m]    |             | ն [n]    |              |         |        |        |        |
| Oclusiva          | sonora            | բ [b]    |             | դ [d]    |              |         | գ [g]  |        |        |
| Oclusiva          | sorda             | պ [p]    |             | տ [t]    |              |         | կ [k]  |        |        |
| Oclusiva          | aspirada          | փ [pʰ]   |             | թ [tʰ]   |              |         | ք [kʰ] |        |        |
| Fricativa         | sonora            |          | վ [v]       | զ [z]    | ժ [ʒ]        |         |        | ղ [ʁ]  | հ [h]  |
| Fricativa         | sorda             |          | ֆ [f]       | ս [s]    | շ [ʃ]        |         |        | խ [χ]  |        |
| Africada          | sonora            |          |             | ձ [ʣ]    | ջ [ʤ]        |         |        |        |        |
| Africada          | sorda             |          |             | ծ [ʦ]    | ճ [ʧ]        |         |        |        |        |
| Africada          | aspirada          |          |             | ց [ʦʰ]   | չ [ʧʰ]       |         |        |        |        |
| Aproximante       | central           |          |             | ր [ɹ]    |              | յ [j]   |        |        |        |
| Aproximante       | lateral           |          |             | լ [l]    |              |         |        |        |        |
| Vibrante múltiple | Vibrante múltiple |          |             | ռ [r]    |              |         |        |        |        |
En las transcripciones del armenio para las oclusivas se usan frecuentemente los signos < p, p‘, b > (labiales), < t, t‘, d > (dentales), < k, k‘, g > (velares) , donde el signo < ‘ > indica las aspiradas, las africadas alveolares se designan como < c, c‘, j > y las africadas palatales < č, č‘, ĵ >. En armenio clásico también existía una lateral velarizada designada como < ł > (el fonema fricativo /ʁ/, se transcribe como < ġ > y a veces también como < ł > y una rótica adicional < ṙ >).
El inventario de vocales del armenio moderno viene dado por:
|               | Anterior   | Anterior      | Central | Posterior  | Posterior |
| No redondeada | Redondeada | No redondeada | Central | Redondeada |           |
| ------------- | ---------- | ------------- | ------- | ---------- | --------- |
| Cerrada       | i ի        | (y)           |         |            | u ւ       |
| Media         | ɛ ե        | (œ)           | ə ը     |            | o ո-օ     |
| Abierta       |            |               |         | ɑ ա        |           |

### Léxico
La mayor parte del léxico del armenio moderno es de origen iranio, seguido de léxico directamente heredado del proto-indoeuropeo, junto con algún léxico prestado del árabe, el turco, el siríaco y el griego koiné, además de un contingente no despreciable de origen hurrita-urartiano y un cierto número de formas del anatolio. En un recuento de raíces del armenio clásico, Hübschmann contabiliza el siguiente número:
686, de origen iranio (persa y parto),
438, patrimoniales, heredadas directamente del indoeuropeo,
512, de origen griego y
133, de origen siríaco.

### Frases
- Armenio oriental
  - Sí = Ayo (այո)
  - No = Voč (ոչ)
  - Perdóneme = Nereġout'ioun (ներեղություն)
  - Hola = Barev (բարեւ)
  - ¿Cómo estás? = Vonts es? (ոնց ես)
  - Por favor = Xndrem (խնդրեմ)
  - Gracias (formal) = Shnorhakal em (շնորհակալ եմ)
  - Gracias (familiar) = Merci (մերսի)
  - Muchas gracias = Šat šnorhakal em (շատ շնորհակալ եմ)
  - Bienvenido = Bari galust (բարի գալուստ)
  - Adiós = Ts'tesout'ioun (ցտեսություն)
  - Buenos días = Bari luys (բարի լույս)
  - Buenas tardes = Bari òr (բարի օր)
  - Buenas tardes = Bari yereko (բարի երեկո)
  - Buenas noches = Bari gisher (բարի գիշեր)
- Armenio occidental
  - Sí = Ayo (այո)
  - No = Voč (ոչ)
  - Perdóneme = Neroġout'ioun (ներողութիւն)
  - Buenas = parev (բարեւ) (En Armenio Occidental no existe la palabra «hola», por lo que «buenas» lo reemplaza)
  - ¿Cómo estás? = Inchbes es? (ինպես ես)
  - Por favor = Xntrem (խնդրեմ)
  - Gracias = Shnorhagal em (շնորհակալ եմ)
  - Muchas gracias = Šhad šhnorhagal em (շատ շնորհակալ եմ)
  - Bienvenido = Pari yegar / Pari yegak (բարի եկար / բարի եկաք)
  - Adiós = Ts'desout'ioun (ցտեսութիւն)
  - Buenos días = Pari luys (բարի լոյս)
  - Buenas tardes = Pari òr (բարի օր)
  - Buenas tardes = Parirgoun / Pari irigun (բարի իրկուն/բարի իրիգուն)
  - Buenas noches = Pari gisher (բարի գիշեր)

### Evolución histórica
El sistema de consonantes del armenio difiere notablemente del de otras lenguas indoeuropeas. El armenio mantiene como el indoeuropeo tres series de oclusivas (y de acuerdo con la interpretación glotálica de las reconstrucciones mantiene la articulación original) y además es una lengua satem. La evolución típica de las oclusivas es la siguiente:
IE *p > arm. h, Ø (en primero predomina ante /e, i/ el segundo ante /a, o, u/): IE *ped- / *pod- ‘pie’ > arm. het ‘huella’, arm. otn ‘pie’.
IE *t, *kʷ, *ḱ > arm. tʿ, kʿ, s.
IE *b, *d, *gʷ, *ǵ > arm. p, t, g, c [= ʦ].
IE *bʰ, *dʰ, *gʷʰ, *ǵʰ > arm. b, d, g, j [= ʣ].
Las africadas palatales /č, čʿ, ĵ/ se remontan principalmente a formas léxicas procedentes del substrato lingüístico no indoeuropeo, aunque también se ha sugerido que las secuencias del proto-indoeuropeo *Ty- (dental + yod) y *Kʷy- (labiovelar + yod), aunque hay muy pocos ejemplos que sustenten esta última evolución.
La *s- es similar al del fonema *p- y fue aspirada en h o Ø (el primero es más frecuente ante /e, i/, el segundo ante el resto de vocales):
IE *s-> arm. h, Ø: IE *sénos ‘anciano, viejo’ > arm. hin; IE *seh₂l- ‘sal’ > arm. ał
La sibilante sonora z parece derivar de los fonemas indoeuropeos *ǵʰ, *dʰ aunque existen muchas irregularidades y pocos ejemplos que sustenten esas correspondencias. Las otras sibilantes /š, ž/ también tienen un origen complicado, algunas š parecen derivar de la secuencia indoeuropea *ḱw:
IE *ḱw- > arm. š-: IE *eḱwos ‘caballo’ > arm. ēš ‘mulo’; IE ḱwōn- ‘perro’ > arm. šun, aunque también existe de la misma raíz skund ‘cachorro’ que parece presentar la evolución alternativa *ḱw- > sk-.
Un cambio regular un tanto sorprendente es el que lleva la forma indoeuropea *dwō ‘dos’ a la forma armenia erku ‘dos’:
IE *dw- > arm. erk-: IE *dwō ‘dos’ > arm. erku; IE *dwey- ‘temer’ > arm. erknčʿim; IE *dweh₂ro- ‘largo’ > arm. erkar
Para explicar este cambio se postula la secuencia *dw > *dg > *tg > *tk > *(e)rk (donde entre el segundo y el tercer paso ocurre una metátesis seguida de ensordecimiento y lenición de la oclusión de t).

### Comparación léxica
Los numerales en diferentes variedades de armenio:
| GLOSA | Armenio moderno | Armenio moderno | Armenio moderno | Armenio clásico | PROTO- ARMENIO |
| GLOSA | Ortografía      | Oriental        | Occidental      | Armenio clásico | PROTO- ARMENIO |
| ----- | --------------- | --------------- | --------------- | --------------- | -------------- |
| '1'   | մեկ             | mɛk             | meg             | mik             | *mik           |
| '2'   | երկու           | yɛɾˈku          | yɛɾˈgu          | erkʼu           | *tgu           |
| '3'   | երեք            | yɛˈɾɛkʰ         | yɛˈɾɛk          | erekʰ           | *erekʰ         |
| '4'   | չորս            | čʰoɾs           | čʰoɾs           | čʰorkʰ          | *ćʰeyorkʰ      |
| '5'   | հինգ            | hing            | hink            | hing            | *pʰink         |
| '6'   | վեց             | vɛʦʰ            | vɛʦʰ            | veʦʰ            | *hveć          |
| '7'   | յոթ             | yotʰ(ə)         | yotʰ(ə)         | evtʰn           | *hewtʰm        |
| '8'   | ութ             | utʰ             | ˈutʰʊ           | utʰ             | *utʰ           |
| '9'   | ինը             | ˈinʊ            | ˈinə            | inn             | *inn           |
| '10'  | տասը            | tɑ(h)s(ə)       | dɑ(h)s(ə)       | tʼasn           | *desm          |